# Matići (Bośnia i Hercegowina)
Matići – wieś w Bośni i Hercegowinie, w Federacji Bośni i Hercegowiny, w kantonie posawskim, w gminie Orašje. W 2013 roku liczyła 1602 mieszkańców, z czego większość stanowili Chorwaci.